# Mauro Politi
Mauro Politi (Fabrica di Roma, 13 settembre 1944) è un giurista e magistrato italiano, giudice alla Corte penale internazionale dal 2003 al 2009.

## Biografia
Nel 1969 ha iniziato la carriera giudiziaria al Tribunale di Firenze e nel 1972 è diventato giudice a Oristano. Dal 1972 al 1975 è stato sostituto procuratore al Tribunale dei Minori di Milano, e in seguito è stato giudice nello stesso tribunale, fino al 1983, quando è diventato giudice d'appello.
Dal 1976 ha insegnato all'Università di Cagliari e all'Università di Urbino.
Nel 1990 è diventato professore ordinario di diritto internazionale all'Università degli studi di Trento.
È stato consigliere giuridico della missione permanente dell'Italia alle Nazioni Unite dal 1992 al 2001 ed ha partecipato attivamente alle negoziazioni che hanno portato all'adozione dello Statuto di Roma che ha istituito la Corte penale internazionale.
Nel 2001 è stato eletto giudice ad litem del Tribunale penale internazionale per l'ex-Jugoslavia dall'Assemblea Generale delle Nazioni Unite. 
È stato eletto giudice della Corte penale internazionale nel 2003 per un mandato di sei anni ed è stato assegnato alla Pre-Trial Chamber. Il mandato è terminato nel 2009.
A partire dal 2009 insegna nuovamente all'Università degli Studi di Trento come docente ordinario di Diritto Internazionale.
Nel giugno 2011 il Governo italiano ha individuato nel giurista internazionalista Mauro Politi il proprio membro della suddetta "Commissione di Conciliazione" per perseguire la revisione della decisione con la quale è stato convalidato il diniego dell'estradizione di Cesare Battisti.

## Opere
- Mauro Politi e Giuseppe Nesi (a cura di), The Rome Statute of the International Criminal Court: A Challenge to Impunity, Ashgate Publishing, 2001.
- Mauro Politi e Federica Gioia (a cura di), The International Criminal Court and National Jurisdictions, Ashgate Publishing, 2008.